# Wijken en buurten in Leudal
De Nederlandse gemeente Leudal is voor statistische doeleinden onderverdeeld in wijken en buurten. De gemeente is verdeeld in de volgende statistische wijken:
- Wijk 00 Heythuysen (CBS-wijkcode:164000)
- Wijk 01 Baexem (CBS-wijkcode:164001)
- Wijk 02 Grathem (CBS-wijkcode:164002)
- Wijk 03 Hunsel en omgeving (CBS-wijkcode:164003)
- Wijk 04 Horn (CBS-wijkcode:164004)
- Wijk 05 Haelen (CBS-wijkcode:164005)
- Wijk 06 Nunhem (CBS-wijkcode:164006)
- Wijk 07 Buggenum (CBS-wijkcode:164007)
- Wijk 08 Roggel (CBS-wijkcode:164008)
- Wijk 09 Neer (CBS-wijkcode:164009)

Een statistische wijk kan bestaan uit meerdere buurten. Onderstaande tabel geeft de buurtindeling met kentallen volgens het Centraal Bureau voor de Statistiek (2008):
| CBS-buurtcode | Buurtnaam                                      | Inwonertal | Opp. totaal (ha) | Opp. land (ha) | Ligging                |
| ------------- | ---------------------------------------------- | ---------- | ---------------- | -------------- | ---------------------- |
| BU16400000    | Centrum Heijthuysen                            | 5650       | 388              | 386            | Locatie in de gemeente |
| BU16400001    | Maxet                                          | 490        | 400              | 399            | Locatie in de gemeente |
| BU16400002    | Aan de Bergen en Aan het Broek                 | 130        | 236              | 236            | Locatie in de gemeente |
| BU16400004    | Heibloem (ged.0                                | 70         | 200              | 200            | Locatie in de gemeente |
| BU16400009    | Heide en Hollander                             | 230        | 1468             | 1463           | Locatie in de gemeente |
| BU16400100    | Centrum Baexem                                 | 2430       | 349              | 349            | Locatie in de gemeente |
| BU16400101    | De Horck                                       | 140        | 217              | 215            | Locatie in de gemeente |
| BU16400109    | Verspreide huizen Baexem                       | 180        | 650              | 647            | Locatie in de gemeente |
| BU16400200    | Centrum Grathem                                | 1630       | 479              | 468            | Locatie in de gemeente |
| BU16400201    | Kelpen-Oler                                    | 630        | 33               | 33             | Locatie in de gemeente |
| BU16400207    | Verspreide huizen Kelpen-Oler                  | 570        | 1184             | 1161           | Locatie in de gemeente |
| BU16400208    | Verspreide huizen Grathem                      | 100        | 256              | 254            | Locatie in de gemeente |
| BU16400300    | Ell                                            | 1220       | 130              | 130            | Locatie in de gemeente |
| BU16400301    | Hunsel                                         | 890        | 286              | 284            | Locatie in de gemeente |
| BU16400302    | Neeritter                                      | 1290       | 171              | 171            | Locatie in de gemeente |
| BU16400303    | Ittervoort                                     | 1820       | 160              | 160            | Locatie in de gemeente |
| BU16400304    | Castert en Ellerhei                            | 80         | 415              | 410            | Locatie in de gemeente |
| BU16400305    | Haler                                          | 500        | 824              | 824            | Locatie in de gemeente |
| BU16400306    | Hoogstraat                                     | 100        | 182              | 182            | Locatie in de gemeente |
| BU16400307    | Smidstraat en Uffelse                          | 90         | 397              | 396            | Locatie in de gemeente |
| BU16400308    | Schillersheide en Santfort                     | 140        | 383              | 380            | Locatie in de gemeente |
| BU16400309    | Heioord                                        | 60         | 275              | 273            | Locatie in de gemeente |
| BU16400310    | Westzijde kanaal                               | 80         | 230              | 229            | Locatie in de gemeente |
| BU16400400    | Horn                                           | 3900       | 932              | 922            | Locatie in de gemeente |
| BU16400500    | Haelen                                         | 4310       | 1406             | 1372           | Locatie in de gemeente |
| BU16400600    | Nunhem                                         | 660        | 124              | 123            | Locatie in de gemeente |
| BU16400700    | Buggenum                                       | 950        | 453              | 440            | Locatie in de gemeente |
| BU16400800    | Nijken, Strubben en Hoogschans                 | 140        | 143              | 142            | Locatie in de gemeente |
| BU16400801    | Roggel                                         | 3500       | 433              | 431            | Locatie in de gemeente |
| BU16400803    | Roligt (gedeeltelijk)                          | 90         | 92               | 92             | Locatie in de gemeente |
| BU16400805    | Ophoven                                        | 200        | 196              | 196            | Locatie in de gemeente |
| BU16400807    | Heibloem (gedeeltelijk)                        | 760        | 147              | 147            | Locatie in de gemeente |
| BU16400808    | Verspreide huizen Roggel                       | 260        | 1245             | 1244           | Locatie in de gemeente |
| BU16400900    | Neer                                           | 2680       | 201              | 189            | Locatie in de gemeente |
| BU16400908    | Verspreide huizen Brumholt, Dries en Kinkhoven | 520        | 462              | 461            | Locatie in de gemeente |
| BU16400909    | Overige Verspreide huizen Neer                 | 240        | 1340             | 1276           | Locatie in de gemeente |